# Bega Valley Shire Council
Bega Valley Shire Council is een Local Government Area (LGA) in Australië in de staat New South Wales. Bega Valley Shire Council telt 32.655 inwoners. De hoofdplaats is Bega.